# العلاقات التشيلية الغينية
العلاقات التشيلية الغينية هي العلاقات الثنائية التي تجمع بين تشيلي وغينيا.

## مقارنة بين البلدين
هذه مقارنة عامة ومرجعية للدولتين:
| وجه المقارنة                                              | تشيلي                         | غينيا       |
| --------------------------------------------------------- | ----------------------------- | ----------- |
| المساحة (كم2)                                             | 756.10 ألف                    | 245.86 ألف  |
| عدد السكان (نسمة)                                         | 17.37 مليون                   | 12.72 مليون |
| الكثافة السكانية (ن./كم²)                                 | 22.97                         | 51.74       |
| العاصمة                                                   | سانتياغو                      | كوناكري     |
| اللغة الرسمية                                             | اللغة الإسبانية               | لغة فرنسية  |
| العملة                                                    | بيزو تشيلي، وحدة حساب تشيلية ‏ | فرنك غيني   |
| الناتج المحلي الإجمالي (بليون دولار)                      | 277.08 مليار                  | 10.50 مليار |
| الناتج المحلي الإجمالي (تعادل القوة الشرائية) بليون دولار | 419.39 مليار                  | 15.24 مليار |
| الناتج المحلي الإجمالي الاسمي للفرد دولار أمريكي          | 13.42 ألف                     | 531         |
| الناتج المحلي الإجمالي للفرد دولار أمريكي                 | 22.07 ألف                     | 1.22 ألف    |
| مؤشر التنمية البشرية                                      | 0.832                         | 0.411       |
| رمز المكالمات الدولي                                      | +56                           | +224        |
| رمز الإنترنت                                              | .cl                           | .gn         |
| المنطقة الزمنية                                           | 00، 00، 00، 00                | 00          |

## منظمات دولية مشتركة
يشترك البلدان في عضوية مجموعة من المنظمات الدولية، منها:
| علم المنظمة | اسم المنظمة                               | تاريخ انضمام تشيلي | تاريخ انضمام غينيا |
| ----------- | ----------------------------------------- | ------------------ | ------------------ |
|             | مؤسسة التنمية الدولية                     | 30 ديسمبر 1960     | 26 سبتمبر 1969     |
|             | يونسكو                                    | 7 يوليو 1953       | 2 فبراير 1960      |
|             | وكالة ضمان الاستثمار متعدد الأطراف        | 12 أبريل 1988      | 5 أكتوبر 1995      |
|             | الأمم المتحدة                             | 24 أكتوبر 1945     | 12 ديسمبر 1958     |
|             | الفريق المعني برصد الأرض                  | ?                  | ?                  |
|             | الاتحاد البريدي العالمي                   | ?                  | ?                  |
|             | البنك الدولي للإنشاء والتعمير             | 31 ديسمبر 1945     | 28 سبتمبر 1963     |
|             | منظمة حظر الأسلحة الكيميائية              | ?                  | ?                  |
|             | مؤسسة التمويل الدولية                     | 15 أبريل 1957      | 22 أكتوبر 1982     |
|             | المركز الدولي لتسوية المنازعات الاستشارية | 24 أكتوبر 1991     | 4 ديسمبر 1968      |
|             | منظمة التجارة العالمية                    | ?                  | 25 أكتوبر 1995     |
|             | منظمة الشرطة الجنائية الدولية             | ?                  | ?                  |

## وصلات خارجية
- موقع وزارة الخارجية التشيلية